# Гоян, Георг Иосифович
Георг Иосифович Гоян (настоящая фамилия Тер-Никогосян, 1901—1982) — советский театровед, доктор искусствоведения (1949), профессор (1949), заслуженный деятель искусств Армянской ССР (1961).

## Биография
Родился 10 ноября (23 ноября по новому стилю) 1901 года в Тифлисе в семье врача.
В 1921 году Георг переехал в Баку, где занялся журналистикой, затем стал корреспондентом газеты «Правда» и перебрался в Москву. В Москве заинтересовался театром и для получения образования Гоян учился на театроведческом факультете Учебно-театрального комбината, который он окончил в 1935 году. В этом же году комбинат был реорганизован в Государственный институт театрального искусства имени А. В. Луначарского (ГИТИС), с ним была связана вся дальнейшая жизнь Г. И. Гояна.
В 1936 году Георг Иосифович начал преподавать в ГИТИСе на кафедре истории русского театра. Одновременно в 1938 году он окончил Институт красной профессуры литературы, искусства и языка и в 1939—1941 годах работал главным редактором в издательстве «Искусство». В годы Великой Отечественной войны вел организационную работу в качестве заместителя председателя Всероссийского театрального общества. В 1942 году по инициативе и под руководством Гояна при обществе был создан кабинет национальных театров народов СССР. В эти же годы Гоян принимал участие в организации VI Всесоюзной шекспировской конференции и фестиваля в Ереване, а затем — в создании Ереванского театрального института, в котором потом преподавал до 1949 года. В 1945 году он возглавил группу истории театра народов СССР в только что созданном Институте истории искусств Академии наук СССР.
В 1949 году Г. И. Гоян защитил диссертацию на соискание ученой степени доктора искусствоведческих наук на тему «Эллинистический и средневековый театр Армении по памятникам материальной культуры и древним текстам». В 1952 году эта работа была издана в двух томах под названием «2000 лет армянского театра». После защиты диссертации Гоян ушел из Института истории искусств и в качестве профессора находился на преподавательской работе в ГИТИСе. В 1958 году он основал и возглавил единственную в стране кафедру театра народов СССР в ГИТИСе.
Кроме научной, занимался общественной деятельностью — работал во Всероссийском театральном обществе, в 1973 году был избран председателем Совета по национальным театрам при ВТО.
Умер 22 февраля 1982 года в Москве. Похоронен на Введенском кладбище. В ГА РФ имеются материалы, относящиеся к Г. И. Гояну.

## Награды
- Заслуженный деятель искусств Армянской ССР (06.12.1961).